# 亀谷さやか
亀谷 さやか（かめたに さやか、1976年1月8日 - ）は、日本の女優。JFCT所属。血液型はO型。
2009年、演劇ユニット「S.A.K.E.」を野上智加・平良千春と共に立ち上げる。

## 出演作品

### CF
- 2014年　ロッテ　ロッテのど飴
- 2011年　森永製菓　ウィダーinゼリー　就活卓球編

### 映画
- 2013年　モンスター
- 2013年　恐竜を掘ろう
- 2012年　愛を歌うより俺に溺れろ
- 2010年　必死剣鳥刺し
- 2009年　DEARHEART〜震えて眠れ〜
- 2009年 吸血少女対少女フランケン
- 2007年 遥かなる島影
- 2006年 PRISON GIRL
- 2005年 2/2
- 2005年　KARAOKE-人生紙一重-
- 2004年 炎と氷
- 2003年 ヒート〜劇場版〜
- 2002年 ママズ・アタック
- 2001年 ピカレスク

### TV
- 2016年 黒の斜面 テレビ朝日
- 2015年 天使と悪魔-未解決事件匿名交渉課- 第6話　テレビ朝日
- 2014年 闇金ウシジマくん Season2 第6話　毎日放送
- 2014年  星新一ミステリーSP「七人の犯罪者」　フジテレビ
- 2013年　dinner 第10話　フジテレビ
- 2012年　眠れる森の熟女　第4話　NHK
- 2012年 3.11 その日、石巻で何が起きたのか〜6枚の壁新聞   日本テレビ
- 2004年 ウルトラQ
- 2004年　黄金夜叉   WOWOW
- 2003年 公渉人   WOWOW

### オリジナルビデオ
- 2006年 トンデモホラーシリーズ
- 2005年 射る眼
- 2005年 闇の中
- 2003年 極道者
- 2003年 最後の愚連隊
- 2002年 THE RATI 3
- 2001年 万華鏡
- 2000年 岸和田少年愚連隊
- 2000年 極悪〜人間魚雷〜
- 2000年 牙の如く

### 舞台
- 2011年　アパートメントグリム　S.A.K.E.
- 2010年　オサムの女　S.A.K.E.
- 2009年　ヴァージンスピリッツ　S.A.K.E.
- 2009年　それでも可愛い女達　S.A.K.E.プレビュー公演
- 2008年　牛馬頭のゲーム　かわら長介プロデュース
- 2006年   LIFE   SHE-FRIENSE
- 2004年 香炉峯   今申楽朧座
- 2004年 水戸黄門   XYZ
- 2000年 シングル8からの招待状   東京セレソン
- 2000年 宇宙へ   ANIMEX
- 1998年 広島へ原爆を落とす日〜弁護士バイロン東京裁判へ〜
- 1998年 女人謹製   有象無象
- 1997年 灯台マナーデイズ  自由の女将
- 1996年 地下鉄道の怪人   ダミアン
- 1995年 先生田中異郷旅夢   演劇集団低血圧

### モデル
- 日立システム
- ジャックデサンジュ